# سوزي وايلد
سوزي وايلد (بالإنجليزية: Susie Wild)‏ هي صحفية وكاتِبة وشاعرة بريطانية، ولدت في 28 يونيو 1979 في لندن في المملكة المتحدة.